# Jean-Marie André (chimiste)
Pour les articles homonymes, voir Jean-Marie André et André.
Jean-Marie André, né le 31 mars 1944 à Charleroi en Belgique et mort le 3 janvier 2023 à Namur, est un chimiste belge, professeur de chimie théorique et de chimie physique aux Facultés universitaires Notre-Dame de la Paix de Namur et un musicologue.  

## Biographie
De 1949 à 1961, Jean-Marie André fait ses études primaires et secondaires chez les Jésuites au Collège du Sacré-Cœur de Charleroi. En 1968, il obtient un diplôme de docteur en sciences de l'Université catholique de Louvain (UCL). Il fait un postdoctorat aux laboratoires IBM de San José (Californie), en 1968 et 1969.
En 1971, il commence une carrière d'enseignant et de chercheur aux Facultés universitaires Notre-Dame de la Paix de Namur (maintenant Université de Namur ou UNamur). 
En 1991, il reçoit le prix Francqui  pour ses travaux qui ont eu une répercussion internationale sur la structure électronique des polymères au moyen des méthodes de la chimie quantique. L'intérêt des études scientifiques qu'il a réalisé est qu'elles ont à la fois un caractère fondamental et appliqué. En effet, elles permettent des développements pratiques au niveau de la chimie physique ainsi qu'au niveau des techniques industrielles. 
À partir de 1992, il est membre de l'Académie royale des sciences, des lettres et des beaux-arts de Belgique. Il en assure la présidence en 2008. Outre ses activités universitaires scientifiques en Belgique, il enseigne comme professeur invité à la Tsinghua University de Pékin. 
Il est membre de plusieurs académies internationales (Académie internationale des sciences moléculaires quantiques, à l'Académie européenne des sciences, l'Academia Europaea, etc.) et donne également de nombreuses conférences scientifiques dans le monde.
Il prend sa retraite en 2009 et est nommé professeur émérite.
Dans ses temps libres, il est musicologue et pianiste amateur féru de la musique classique. De 2007 à 2023, il est membre du conseil d'administration de l'Institut de Musique et de Pédagogie (IMEP) à Namur.

## Écrits
Il a écrit ou co-écrit six livres et de plus de 340 articles dans des revues à caractère scientifique.
Il a également publié une vingtaine d'articles traitant de la musique classique dans le magazine musical Crescendo et une monographie, Fleuve jaune, papillons amoureux et musique classique de la Chine du XXe siècle en avril 2015 (collection L'Académie en poche).

## Distinctions

### Décorations belges
- Grand officier de l'ordre de la couronne en 2007 ;
- Officier de l'ordre de Léopold en 1990[5].

### Prix et récompenses
- 1969 : Prix Pierre BRUYLANTS de Chemici Lovanienses
- 1969 : Prix Jean STAS de l'Académie royale de Belgique
- 1970 : Prix de l'Académie des Arts, des Sciences et des Belles Lettres du Hainaut
- 1970 : Prix Louis Empain, Fondation Universitaire
- 1979 : Prix Agathon de Potter, Académie royale de Belgique
- 1991 : prix Francqui en sciences exactes
- 1995 : Docteur honoris causa de l'Université de Varsovie

### Sociétés savantes
- Membre d'honneur de la Polish Chemical Society (en) en 1986
- Membre de l'Académie royale de Belgique de la classe des sciences, correspondant en 1991, titulaire en 2000, vice-directeur en 2007, président en 2008
- Membre titulaire de l'Académie européenne des sciences, des arts et des lettres en 1995
- Membre du Comité de l'Académie pour l'Application des Sciences (CAPAS) en 1997
- Membre de l'Académie internationale des sciences moléculaires quantiques en 2002
- Membre de l'Académie européenne des sciences en 2004